# Maddalena di Baviera
Maddalena di Baviera (Monaco di Baviera, 4 luglio 1587 – Neuburg an der Donau, 25 settembre 1628) è stata una nobile tedesca, principessa di Baviera e, a seguito di matrimonio, contessa palatina del Palatinato-Neuburg e duchessa di Jülich-Berg.

## Biografia
Ultimogenita del duca Guglielmo V di Baviera (1548–1626), e di sua moglie Renata di Lorena (1544–1602), la sua mano venne chiesta nel 1607 dall'arciduca Mattia, su consiglio di Melchior Khlesl, in modo da ottenere l'appoggio bavarese nella lotta che lo opponeva a suo fratello, l'imperatore Rodolfo II. Sebbene il padre fosse favorevole, vi si oppose il fratello, Massimiliano I, elettore di Baviera, che non voleva essere coinvolto nei problemi interni dell'Austria e nel 1608 Mattia rinunciò formalmente al progetto matrimoniale.
Nel maggio del 1609 l'arciduca Leopoldo V d'Austria visitò Monaco e si dichiarò disposto a rinunciare ai suoi voti religiosi per poter sposare Maddalena. L'imperatore Rodolfo aveva promesso a Leopoldo, in pregiudizio del fratello Mattia, la successione in Boemia ed in Ungheria.
L'11 novembre 1613 Maddalena sposò, a Monaco, il principe ereditario Volfango Guglielmo del Palatinato-Neuburg (1578–1653), che era un caro amico del fratello. Si sperava che tramite il matrimonio lo sposo tornasse al cattolicesimo. Il matrimonio fu celebrato dal principe vescovo di Eichstätt Johann Christoph von Westerstetten, nella Frauenkirche, alla presenza di 17 principi regnanti. La sposa rinunciò formalmente per sé e per tutti i suoi discendenti a qualsiasi diritto ereditario e finanziario in Baviera: ricevette in dote 50.000 fiorini ai quali il fratello aggiunse altri 30.000 fiorini.
Maddalena portò al suo seguito due gesuiti e fece edificare nel piano superiore del castello di Neuburg una cappella cattolica.
La coppia venne inviata nei Paesi Bassi dal padre dello sposo, il conte palatino Filippo Luigi per governare il ducato di Jülich-Kleve-Berg, che era oggetto di controversie patrimoniali con la casata di Brandeburgo. Qui una volta, durante una funzione ecclesiastica si sparò a Maddalena, attraverso una finestra aperta.
Il 15 maggio 1614, senza aver ottenuto il consenso del padre (convinto luterano), il marito si convertì ufficialmente al cattolicesimo nella cattedrale di San Lamberto di Düsseldorf.
Morì inaspettatamente all'età di 41 anni e venne sepolta nella cripta della chiesa gesuita di Neuburg, da poco costruita.

## Discendenza
Maddalena diede a Volfango Guglielmo un solo figlio:
- Filippo Guglielmo, che succedette al padre;

## Ascendenza
|                        |                   |                               | Genitori                        |  |  | Nonni |  |  | Bisnonni                |  |  | Trisnonni             |  |
|                        |                   |                               |                                 |  |  |       |  |  | Guglielmo IV di Baviera |  |  | Alberto IV di Baviera |  |
|                        |                   |                               |                                 |  |  |       |  |  | Guglielmo IV di Baviera |  |  | Alberto IV di Baviera |  |
|                        |                   | Cunegonda d'Austria           |                                 |  |  |       |  |  | Guglielmo IV di Baviera |  |  |                       |  |
| Alberto V di Baviera   |                   |                               |                                 |  |  |       |  |  | Guglielmo IV di Baviera |  |  |                       |  |
|                        |                   | Maria Giacomina di Baden      | Filippo I di Baden              |  |  |       |  |  |                         |  |  |                       |  |
|                        |                   | Maria Giacomina di Baden      | Filippo I di Baden              |  |  |       |  |  |                         |  |  |                       |  |
|                        |                   | Maria Giacomina di Baden      | Elisabetta del Palatinato       |  |  |       |  |  |                         |  |  |                       |  |
| Guglielmo V di Baviera |                   | Maria Giacomina di Baden      |                                 |  |  |       |  |  |                         |  |  |                       |  |
|                        |                   | Ferdinando I d'Asburgo        | Filippo I d'Asburgo             |  |  |       |  |  |                         |  |  |                       |  |
|                        |                   | Ferdinando I d'Asburgo        | Filippo I d'Asburgo             |  |  |       |  |  |                         |  |  |                       |  |
|                        |                   | Ferdinando I d'Asburgo        | Giovanna di Castiglia           |  |  |       |  |  |                         |  |  |                       |  |
| Anna d'Asburgo         |                   | Ferdinando I d'Asburgo        |                                 |  |  |       |  |  |                         |  |  |                       |  |
|                        |                   | Anna Jagellone                | Ladislao II di Boemia           |  |  |       |  |  |                         |  |  |                       |  |
|                        |                   | Anna Jagellone                | Ladislao II di Boemia           |  |  |       |  |  |                         |  |  |                       |  |
|                        |                   | Anna Jagellone                | Anna di Foix-Candale            |  |  |       |  |  |                         |  |  |                       |  |
| Maddalena di Baviera   |                   | Anna Jagellone                |                                 |  |  |       |  |  |                         |  |  |                       |  |
|                        | Antonio di Lorena | Renato II di Lorena           |                                 |  |  |       |  |  |                         |  |  |                       |  |
|                        | Antonio di Lorena | Renato II di Lorena           |                                 |  |  |       |  |  |                         |  |  |                       |  |
|                        | Antonio di Lorena | Filippina di Gheldria         |                                 |  |  |       |  |  |                         |  |  |                       |  |
| Francesco I di Lorena  | Antonio di Lorena |                               |                                 |  |  |       |  |  |                         |  |  |                       |  |
|                        |                   | Renata di Borbone-Montpensier | Gilberto di Borbone-Montpensier |  |  |       |  |  |                         |  |  |                       |  |
|                        |                   | Renata di Borbone-Montpensier | Gilberto di Borbone-Montpensier |  |  |       |  |  |                         |  |  |                       |  |
|                        |                   | Renata di Borbone-Montpensier | Chiara Gonzaga                  |  |  |       |  |  |                         |  |  |                       |  |
| Renata di Lorena       |                   | Renata di Borbone-Montpensier |                                 |  |  |       |  |  |                         |  |  |                       |  |
|                        |                   | Cristiano II di Danimarca     | Giovanni di Danimarca           |  |  |       |  |  |                         |  |  |                       |  |
|                        |                   | Cristiano II di Danimarca     | Giovanni di Danimarca           |  |  |       |  |  |                         |  |  |                       |  |
|                        |                   | Cristiano II di Danimarca     | Cristina di Sassonia            |  |  |       |  |  |                         |  |  |                       |  |
| Cristina di Danimarca  |                   | Cristiano II di Danimarca     |                                 |  |  |       |  |  |                         |  |  |                       |  |
|                        |                   | Isabella d'Asburgo            | Filippo I d'Asburgo             |  |  |       |  |  |                         |  |  |                       |  |
|                        |                   | Isabella d'Asburgo            | Filippo I d'Asburgo             |  |  |       |  |  |                         |  |  |                       |  |
|                        |                   | Isabella d'Asburgo            | Giovanna di Castiglia           |  |  |       |  |  |                         |  |  |                       |  |
|                        |                   | Isabella d'Asburgo            |                                 |  |  |       |  |  |                         |  |  |                       |  |